# شوائب معدنية

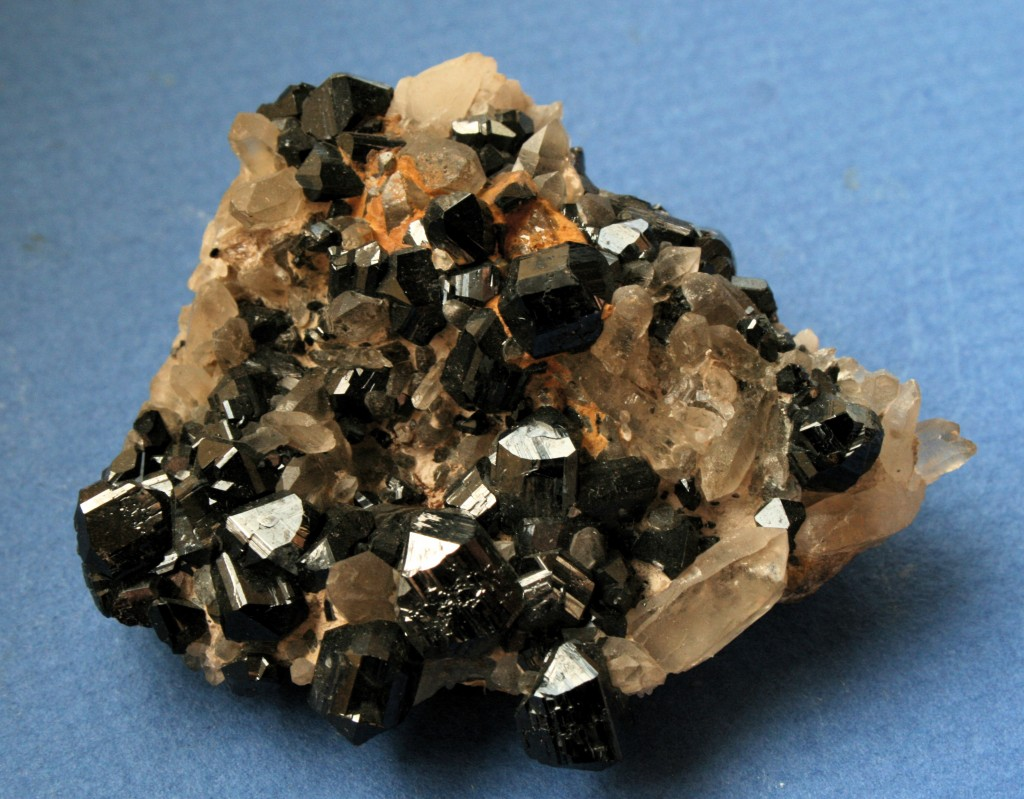
بلورات من معدن كاسيتريت، وهي ذات القيمة، موجودة ضمن شبكة من الكوارتز، الذي يمثل الشائبة المعدنية في هذه الحالة.

الشوائب المعدنية أو السَّقَط أو شوائب الركاز هي المواد التي لا قيمة لها والتي ترافق الخامات الثمينة أثناء عمليات التعدين.
تخضع الخامة مع شوائبها المعدنية إلى عمليات معالجة ميكانيكية أو كيميائية من أجل إجراء عملية الفصل. بعد ذلك تجرى عملية تنقية الفلزات للحصول على الناتج المرغوب اقتصادياً.

## اقرأ أيضاً
- شوائب
- تنقية الفلزات
- مخلفات التعدين
- غطاء فوقي